# Sticks and Stones (film 2008)
Sticks and Stones è film televisivo del 2008 diretto da George Mihalka, ispirato ad una storia vera.

## Trama
Il capitano di una squadra di hockey canadese organizza un torneo per farsi perdonare per l'orribile trattamento ricevuto da una squadra statunitense in visita in Canada nel marzo 2003.